# Elárulva (film, 2012)
Az Elárulva (eredeti cím: Stolen) 2012-ben bemutatott amerikai bűnügyi film Simon West rendezésében. Főszereplői Nicolas Cage és Josh Lucas.

## Cselekmény
New Orleansban Will Montgomery (Nicolas Cage) és Vincent (Josh Lucas) két társukkal együtt kirabolnak egy bankot, ahonnan 10 millió dollárt zsákmányolnak készpénzben, bár a rendőrség várja őket és figyeli a terepet. A helyszín elhagyása közben valaki meglátja őket, akit Vincent le akar lőni, Will azonban lefogja és megakadályozza. Dulakodás közben Vincent pisztolya elsül, és lábon lövi saját magát, amiért később Willt hibáztatja. Ezzel értékes időt veszítenek, mivel Willnek még vissza kell mennie a táskáért, amiben a pénz van. Közben tettestársai autón elmenekülnek, így Willt elfogják a rendőrök, de előtte még sikerül a pénzt elégetnie. 
Nyolc év múlva az exrablót, Will Montgomeryt szabadon engedik a börtönből, ahova a bankrablást követően került (társait nem fogták el). Eldönti, hogy meglátogatja lányát, Alisont, akit 8 éve nem látott. Alison hidegen fogadja apját és nem kér a kapcsolatból.
Will régi társa, Vincent, akiről sokan azt hitték, hogy meghalt (saját halálát Vincent megrendezte), megkeseredett emberré vált. Későbbi zűrös ügyei nem hoztak elég pénzt. Az egyik lábát, amit annak idején a lövés ért, térd alatt le kellett vágni. Ennek helyén Vincent egy korszerű fémlábat visel. Vincent elrabolja Alisont és bezárja a taxija csomagtartójába és váltságdíjat követel érte: 10 millió dollárt, amiről azt hiszi, hogy Will birtokában van. Mivel ez nem így van, ezért Willnek ki kell rabolnia egy másik bankot, miközben a nyomozó, aki annak idején elkapta, ismét a nyomában van.

## Szereplők
| Színész       | Szerep                             | Magyar hang    |
| ------------- | ---------------------------------- | -------------- |
| Nicolas Cage  | Will Montgomery                    | Józsa Imre     |
| Malin Åkerman | Riley Simms                        | Pikali Gerda   |
| Mark Valley   | Fletcher                           | Lux Ádám       |
| Sami Gayle    | Alison, Will lánya                 | Kántor Kitti   |
| Josh Lucas    | Vincent, Will korábbi társa, taxis | Görög László   |
| Danny Huston  | Tim Harlend                        | Csankó Zoltán  |
| M.C. Gainey   | Hoyt                               | Barbinek Péter |

## A film készítése és megjelenése
A forgatás New Orleansban, Louisiana államban zajlott. A filmet az amerikai mozikban 2012. szeptember 14-én kezdték vetíteni.
A film DVD-n 2013. január 8-án jelent meg.

## Fogadtatás
A Rotten Tomatoes-on húsz szavazat alapján 20%-os értékelést kapott. A film kudarc volt a bevételeit tekintve is, összesen 17 415 418 dollárt termelt (belföldön 304 318, világszerte 17 111 100 dollárt). A költségvetés 35 millió dollár volt. A filmet két hét elteltével a mozikban nem adták tovább.